# Ninox rudolfi
Ninox rudolfi е вид птица от семейство Совови (Strigidae). Видът е почти застрашен от изчезване.

## Разпространение
Видът е разпространен в Индонезия.